# Pymatuning Central
Pymatuning Central is een plaats (census-designated place) in de Amerikaanse staat Pennsylvania, en valt bestuurlijk gezien onder Crawford County.

## Demografie
Bij de volkstelling in 2000 werd het aantal inwoners vastgesteld op 2216.

## Geografie
Volgens het United States Census Bureau beslaat de plaats een oppervlakte van
42,6 km², waarvan 42,4 km² land en 0,2 km² water.

## Plaatsen in de nabije omgeving
De onderstaande figuur toont nabijgelegen plaatsen in een straal van 12 km rond Pymatuning Central.